# حسن موافي
حسن موافي (مواليد 1931) هو رياضي مصري سابق كان يمارس الرماية. تنافس في أحدث الرماية في دورة الألعاب الأولمبية الصيفية 1960.

## روابط خارجية
- حسن موافي على موقع أوليمبيديا (الإنجليزية)